# Cuibul salamandrelor
Cuibul salamandrelor este un film româno-italian din 1977, regizat de Mircea Drăgan. În acest film joacă și actorul Ray Milland, câștigător al Premiului Oscar pentru cel mai bun actor (1946).

## Rezumat
În urma unui sabotaj, a avut loc o explozie a unei sonde aflate pe un câmp petrolier din Sahara. Din cauza faptului că echipa americană condusă de pompierul John Carter (Stuart Whitman) nu reușea să stingă focul, a fost chemată o echipa românească de intervenție poreclită „Salamandrele”, condusă de „Gică Salamandră” (Gheorghe Dinică). După zile și nopți de luptă cu focul, echipa românească a reușit să stingă incendiul.

## Distribuție
- Ray Milland — boss-ul Stewart, președintele consiliului de administrație al unei corporații
- Stuart Whitman — pompierul american John Carter, „asul pompierilor zburători”
- Gheorghe Dinică — pompierul petrolist George Oprișan zis Gică Salamandră
- Radu Beligan — profesorul Luca
- Woody Strode — pompierul saharian Ben
- Florin Piersic — pompierul petrolist Dan
- Tony Kendall⁠(en)[traduceți] — inginerul petrolist Ahmed Aziz
- William Berger — Peter Mann, sabotorul sondelor de la Abu Lambeth
- Jean Constantin — pompierul petrolist Jean
- Roberto Messina⁠(it)[traduceți] — Fred, subalternul lui Peter Mann
- Mircea Diaconu — pompierul petrolist Grigore
- Valentin Plătăreanu — Ionescu, director în Ministerul Minelor, Petrolului și Geologiei
- Gordon Mitchell — Joe, subalternul lui Peter Mann
- Paola Senatore⁠(en)[traduceți] — cântăreața Diana Astor
- Mihai Boghiță — pompierul petrolist Mihai
- Ioana Drăgan — secretara boss-ului
- Constantin Dinulescu — medicul american
- Ion Pascu
- Angelus Pellegrini — șeful pazei sondelor de la Abu Lambeth
- Mariana Cristea
- Dan Dinulescu
- Victor Imoseanu
- Marica Arbore
- Salman al-Jawhar
- Badr Kadim
- Maher Kaddo
- Liana Ceterchi
- Ilie Nicolae
- Ionel Popovici
- Valentin Teodosiu — bătăușul bărbos din bar
- Paul Gheorghiu
- Constantin Brânzea
- Nicolae Tuta
- Michael Bleitzigger
- Niculae Urs (menționat Nicolae Urs)
- Ștefan Mirea
- Șerban Ionescu — bătăuș din bar
- Dan Cioranu
- Ion Colan

## Primire
Filmul a fost vizionat de 3.277.168 de spectatori în cinematografele din România, după cum atestă o situație a numărului de spectatori înregistrat de filmele românești de la data premierei și până la data de 31 decembrie 2014 alcătuită de Centrul Național al Cinematografiei.
Succesul filmului Explozia a făcut ca în timpul negocierilor pentru vânzarea peliculei în străinătate să se ajungă la o înțelegere în vederea realizării în coproducție a unei continuări, Cuibul salamandrelor.
Tudor Caranfil caracterizează acest film astfel: „Abnegație, curaj, competență profesională - numai expresivitate cinematografică, nu! În schimb, bună banda sonoră semnată de Bogdan Cavadia.”

## Legături externe
- Cuibul salamandrelor la Internet Movie Database
- Cuibul salamandrelor la CineMagia